# Хај Појнт (округ Палм Бич, Флорида)
Хај Појнт (енгл. High Point, Palm Beach County) град је у америчкој савезној држави Флорида.

## Демографија
По попису из 2000. године број становника је 2.191.
| Група             | 2000.         | 2010.    |
| Белци             | 1.982 (90,5%) | 0 (0,0%) |
| Афроамериканци    | 152 (6,9%)    | 0 (0,0%) |
| Азијати           | 5 (0,2%)      | 0 (0,0%) |
| Хиспаноамериканци | 42 (1,9%)     | 0 (0,0%) |
| Укупно            | 2.191         | 0        |